# Dabhoi
Dabhoi là một thành phố và khu đô thị của quận Vadodara thuộc bang Gujarat, Ấn Độ.

## Địa lý
Dabhoi có vị trí 22°11′B 73°26′Đ / 22,18°B 73,43°Đ Nó có độ cao trung bình là 99 mét (324 feet).

## Nhân khẩu
Theo điều tra dân số năm 2001 của Ấn Độ, Dabhoi có dân số 54.930 người. Phái nam chiếm 52% tổng số dân và phái nữ chiếm 48%. Dabhoi có tỷ lệ 68% biết đọc biết viết, cao hơn tỷ lệ trung bình toàn quốc là 59,5%: tỷ lệ cho phái nam là 75%, và tỷ lệ cho phái nữ là 61%. Tại Dabhoi, 10% dân số nhỏ hơn 6 tuổi.